# Mustoor, Chik Ballapur
Mustoor là một làng thuộc tehsil Chik Ballapur, huyện Kolar, bang Karnataka, Ấn Độ.